# 宝島 (テレビアニメ)
『宝島』（たからじま）は、日本テレビ系列局ほかで放送されていた東京ムービー新社製作のテレビアニメである。全26話。日本テレビでは1978年10月8日から1979年4月1日まで、毎週日曜 18:30 - 19:00 （日本標準時）に放送。

## 概要
ロバート・ルイス・スティーヴンソンによる児童文学『宝島』を原作としつつも、それを大胆に解釈し直した作品。原作では敵役であるジョン・シルバーを「男の中の男」と位置づけ、真の主人公とした。また、原作では端役に過ぎなかったグレーも、この作品ではシルバーに劣らぬ「男」として描かれており、シルバーの好敵手として活躍するのも特徴。また、ジュブナイル作品としての性格も強化している。かもめのパピー役を務めた神谷明は、まったく未経験の大阪弁をレッドルース役の北村弘一から直接教えてもらい、声優としての幅を広げた作品である。音楽家の羽田健太郎は、本作品で劇伴作曲家デビューを果たした。
前番組『家なき子』とほぼ同一のスタッフによって制作されており、立体アニメの名残も見られる。

## 登場人物
ジム・ホーキンズ
声 - 清水マリ → 三ツ木清隆（テレビ版） / 野沢雅子 → 堀内賢雄（映画版）
母親とともに宿屋兼居酒屋「ベンボー亭」を切り盛りしている13歳の少年。船乗りだった父親は、物語開始の1か月前に病気で亡くなった。夢は父のような立派な船乗りになること。
ジョン・シルバー
声 - 若山弦蔵（テレビ版） / 羽佐間道夫（映画版）
第6話より登場。ブリストルの街で食堂「遠眼鏡屋」を営んでいる一本足のコックで、経験豊かな船乗りでもある。その正体は海賊。
リブシー
声 - 家弓家正（テレビ版・映画版共通）
ジムの住む村ブラックヒルの医者兼治安判事。ジムの父親とは幼馴染で、ジムの事を気にかけている。
トレローニ
声 - 滝口順平（テレビ版・映画版共通）
ブラックヒルで一番のお金持ち。ジムの父親とは幼馴染で、ジムの事を気にかけている。
スモレット
声 - 江角英明（テレビ版） / 仲村秀生（映画版）
宝島を目指すヒスパニオラ号の船長。
ビリー・ボーンズ
声 - 黒沢良（テレビ版） / 青野武（映画版）
フリントの下で副船長を務めていた男で、フリントが隠した莫大な財宝のありかを示す宝島の地図を持っている。彼とジムとの出会いから物語は始まる。「一本足」と呼ばれる男を恐れている。
グレー
声 - 野島昭生（テレビ版） / 中尾隆聖（映画版）
ヒスパニオラ号の乗組員の一人。アイルランド出身のナイフの名手。弱い者に味方する性分。原作と最も設定の異なるキャラクターで、物語の後半からシルバーのライバルとして活躍する。
ベン・ガン
声 - 肝付兼太（テレビ版） / 西川幾雄（映画版）
フリントの元手下。フリントから島流しにされたが、宝島で生き延びていた。
オウムのフリント
声 - 北村弘一（テレビ版・映画版共通）
シルバーのペットのオウム。10年後を描いた最終話にも登場する。
レッドルース
声 - 玄田哲章（第5話のみ代役）→北村弘一（第6話以降）（テレビ版）　/ 北村弘一（映画版）
トレローニの老執事。
カモメのパピー
声 - 神谷明（テレビ版・映画版共通）
ヒスパニオラ号の乗組員の一人で、大阪弁で話すお調子者。叛乱を起こしたシルバーの一味に加わっていたが、リブシーたちに捕えられて熱病を発症したシルバーにベン・ガンが知っていた熱病の特効薬となる花を届けてからはリブシーたちと行動を共にし、最終的には生還することになる。
罪は免れたが、報奨金を貰えずにしょげているところをグレーから報奨金を分けてもらい、それを元手に故郷で商売を起こして成功した。
ジョイス
声 - 石丸博也（テレビ版） / 不明（映画版）
ヒスパニオラ号の乗組員の一人で、かつてトレローニのもとで働いていた。ハンターの兄。シルバーの反乱には加わっていない。宝島でジョージに撃たれて死亡。
ハンター
声 - 水島裕、神谷明（第14話のみ代役）（テレビ版） / 堀内賢雄（映画版）
ヒスパニオラ号の乗組員の一人で、かつてトレローニのもとで働いていた。ジョイスの弟。シルバーの反乱には加わっていない。最終話では報奨金を元に牧場と家族を手に入れたことが語られた。
黒犬
声 - 玄田哲章（テレビ版） / 笹岡繁蔵（映画版）
海賊の一味。ビリーの持つ宝島の地図を奪いにベンボー亭にやって来た。
ピュー
声 - 大竹宏 （テレビ版） / 登場シーンカット（映画版）
通称「暗闇のピュー」。海賊の一味で、盲目だが剣の達人。
ハンズ
声 - 飯塚昭三（テレビ版・映画版共通）
ヒスパニオラ号の操舵手。シルバーの反乱で乗っ取ったヒスパニオラ号を任されていたが、海賊の仲間割れで命を落とす。
アンダースン
声 - 加藤治（テレビ版・映画版共通）
ヒスパニオラ号の水夫長。熱病を発症し、宝を掘り出す前に握った砂を幻覚で宝と思い込み死亡する。
ジョージ
声 - 千田光男（テレビ版） / 若本規夫（映画版）
シルバーと共に反乱を起こした水夫。終盤においては敵であるはずのジムに甘い態度を見せるシルバーに不満を募らせる。
モーガン
声 - 野本礼三（テレビ版） / 不明（映画版）
シルバーと共に反乱を起こした水夫。終盤においてはジョージと共にシルバーへの不満を募らせる。死亡はしなかったものの、宝を手にし出発するヒスパニオラ号には乗れず、島に取り残されてしまう。
アブラハム
声 - 北村弘一（テレビ版） / 台詞なし（映画版）
ヒスパニオラ号の乗組員の一人で、聖書を片手にいつも意味不明なことを話している。モーガン同様島に取り残されてしまう。
アロー
声 - 村松康雄（テレビ版） / 小関一（映画版）
ヒスパニオラ号の副船長。酒癖が悪く、だらしがない。厳格なスモレットを快く思っていない。
リリー
声 - 吉田理保子（テレビ版） / 羽村京子（映画版）
ジムの幼馴染の女の子。カレン夫人と共にジムの帰港を待っている。10年後を描いた最終話では、ジムからサンゴの指輪を贈られ、海を教会に見立てて結ばれる。
リリーの祖父
声 - 増岡弘（テレビ版） / 台詞なし（映画版）
羊飼い。
カレン・ホーキンズ
声 - 前田敏子（テレビ版・映画版共通）
ジムの母親。未亡人で、息子のジムと二人で宿屋兼居酒屋「ベンボー亭」を切り盛りしている。
ベンボー
ジムの飼っている豹の子供。
シルバーの女房
声 - 菅谷政子（テレビ版） / 登場シーンカット（映画版）
第25話に登場。「混血のものすごい美人」。「遠眼鏡屋」の留守を任されていたが、帰路の途中の港町まで出迎えに来て、見張り役のグレーをラム酒の呑み比べで酔い潰して逃げ出してきたシルバーと再会する。10年後を描いた最終話では半年前に死に別れたらしいことが噂となっており、登場していない。
DVDの付録である監督のライナーノーツに拠れば、正妻ではないとのこと。

## スタッフ
- 原作 - スティーブンスン
- 企画 - 吉川斌
- 音楽 - 羽田健太郎
- 作画監督 - 杉野昭夫
- 美術監督 - 小林七郎
- 撮影監督 - 高橋宏固
- 録音監督 - 山田悦司
- 制作担当 - 加藤俊三
- 文芸担当 - 本間一行
- 演出 - 出崎統
- プロデューサー - 銀谷精一（日本テレビ）、山崎敬之
- ディレクター - 竹内啓雄[1]、高屋敷英夫[2]
- オープニング・エンディング - 大橋学
- 原画 - 中村隆太郎、富沢和雄、大橋学 ほか
- 動画 - 亀垣一、平山聡、佐藤豊 ほか
- 音響効果 - 片岡陽三
- 編集 - 鶴渕充寿、高橋和子
- 制作協力 - 東京ムービー、マッドハウス
- 製作 - 東京ムービー新社

## 楽曲

### 主題歌
オープニングテーマ「宝島」
作詞 - 岩谷時子 / 作曲・編曲 - 羽田健太郎 / 歌 - 町田よしと、コロムビアゆりかご会
作曲者の羽田がテレビアニメの音楽を手がけるのはこれが初であった。羽田によると、曲が先に作られ、後から岩谷の詞があてはめられたという。
合唱曲としても知られている。2000年以後、小学校の音楽の教科書に何度か掲載されている。
エンディングテーマ「小さな船乗り」
作詞 - 岩谷時子 / 作曲・編曲 - 羽田健太郎 / 歌 - 町田よしと

### 挿入歌
「まだ見ぬ世界へ」
作詞 - 槙小奈帆 / 作曲・編曲 - 羽田健太郎 / 歌 - 町田よしと
「航海日誌」
作詞 - 麻生香太郎 / 作曲・編曲 - 羽田健太郎 / 歌 - 町田よしと
後述の『夕凪と呼ばれた男』ではエンディングテーマに使われている。
「ゆかいな船旅　遠い南の島」
作詞 - 麻生香太郎 / 作曲・編曲 - 羽田健太郎 / 歌 - トロピカル・シンガーズ
「ベンホーと僕」
作詞 - 丹波しげお / 作曲・編曲 - 羽田健太郎 / 歌 - 藤田修、コロムビアゆりかご会
「俺たちゃ海賊」
作詞 - 岩谷時子 / 作曲・編曲 - 羽田健太郎 / 歌 - こおろぎ'73、シージャック
「海賊の合唱」
訳詞 - 阿部知二（『宝島』岩波文庫1963年版の第23章より） / 作曲・編曲 - 羽田健太郎
阿部訳の原作版を若干修正して使用された。

## 各話リスト
| 話数   | 放送日         | サブタイトル                   | 脚本     | 絵コンテ   |
| ------ | -------------- | ------------------------------ | -------- | ---------- |
| 第1話  | 1978年 10月8日 | 恐怖のビリーがやって来た!      | 山崎晴哉 | さきまくら |
| 第2話  | 10月15日       | 黒犬って…何だ!?                | 山崎晴哉 | さきまくら |
| 第3話  | 10月22日       | 振りおろされた松葉杖           | 篠崎好   | さきまくら |
| 第4話  | 10月29日       | 宝島の地図が手に入る！         | 篠崎好   | さきまくら |
| 第5話  | 11月5日        | 行って来るよ、母さん！         | 山崎晴哉 | 紺屋行男   |
| 第6話  | 11月12日       | 敵か味方かジョン・シルバー     | 山崎晴哉 | さきまくら |
| 第7話  | 11月19日       | 肉焼きおやじはニクい奴         | 篠崎好   | さきまくら |
| 第8話  | 11月26日       | 幽霊船がオレを呼ぶ！           | 篠崎好   | さきまくら |
| 第9話  | 12月3日        | 奴隷みなとの人さらい           | 篠崎好   | さきまくら |
| 第10話 | 12月10日       | リンゴ樽の中で聞いた！         | 篠崎好   | さきまくら |
| 第11話 | 12月17日       | 宝島で何かが始まる!?           | 山崎晴哉 | 紺屋行男   |
| 第12話 | 12月24日       | 出た！ジャングルの怪物         | 山崎晴哉 | 今切洗     |
| 第13話 | 12月31日       | じいさまのちっちゃな鈴         | 篠崎好   | さきまくら |
| 第14話 | 1979年 1月7日  | これも人生！敵・味方           | 篠崎好   | さきまくら |
| 第15話 | 1月14日        | シルバー式降伏のすすめ         | 山崎晴哉 | さきまくら |
| 第16話 | 1月21日        | おいら少年流れ鳥…!?            | 山崎晴哉 | さきまくら |
| 第17話 | 1月28日        | 甘くみるなョ子供じゃないぜ     | 篠崎好   | 紺屋行男   |
| 第18話 | 2月4日         | 死んだはずだよ、ハンズさん     | 篠崎好   | さきまくら |
| 第19話 | 2月11日        | これで最期か？不死身のシルバー | 山崎晴哉 | さきまくら |
| 第20話 | 2月18日        | こんどは磔！ロング・ジョン     | 山崎晴哉 | 今切洗     |
| 第21話 | 2月25日        | 生きてりゃこそのお宝よ！       | 篠崎好   | さきまくら |
| 第22話 | 3月4日         | 海賊死んでガイコツ残る         | 篠崎好   | さきまくら |
| 第23話 | 3月11日        | 翔んでる男！カモメのパピー     | 山崎晴哉 | さきまくら |
| 第24話 | 3月18日        | 亡者の箱は満月に輝くか!?       | 山崎晴哉 | さきまくら |
| 第25話 | 3月25日        | 潮風よ、縁があったらまた逢おう | 篠崎好   | さきまくら |
| 第26話 | 4月1日         | フリントはもう飛べない―        | 篠崎好   | さきまくら |

## ネット局
系列は放送当時のもの、放送時間は1979年2月中旬 - 3月上旬時点のものとする。
| 放送対象地域           | 放送局         | 系列                                         | 放送時間           | 備考   |
| ---------------------- | -------------- | -------------------------------------------- | ------------------ | ------ |
| 関東広域圏             | 日本テレビ     | 日本テレビ系列                               | 日曜 18:30 - 19:00 | 製作局 |
| 北海道                 | 札幌テレビ     | 日本テレビ系列                               | 日曜 18:30 - 19:00 |        |
| 青森県                 | 青森放送       | 日本テレビ系列 テレビ朝日系列                | 日曜 18:30 - 19:00 |        |
| 岩手県                 | テレビ岩手     | 日本テレビ系列 テレビ朝日系列                | 日曜 18:30 - 19:00 |        |
| 宮城県                 | 宮城テレビ     | 日本テレビ系列                               | 日曜 18:30 - 19:00 |        |
| 秋田県                 | 秋田放送       | 日本テレビ系列                               | 日曜 18:30 - 19:00 |        |
| 山形県                 | 山形放送       | 日本テレビ系列                               | 日曜 18:30 - 19:00 |        |
| 福島県                 | 福島中央テレビ | 日本テレビ系列 テレビ朝日系列                | 火曜 18:00 - 18:30 |        |
| 山梨県                 | 山梨放送       | 日本テレビ系列                               | 日曜 18:30 - 19:00 |        |
| 新潟県                 | 新潟放送       | TBS系列                                      | 水曜 17:30 - 18:00 |        |
| 長野県                 | 信越放送       | TBS系列                                      | 金曜 17:30 - 18:00 |        |
| 静岡県                 | 静岡県民テレビ | 日本テレビ系列 テレビ朝日系列                | 日曜 18:30 - 19:00 | [ 8 ]  |
| 富山県                 | 北日本放送     | 日本テレビ系列                               | 日曜 18:30 - 19:00 |        |
| 石川県                 | 北陸放送       | TBS系列                                      | 水曜 17:30 - 18:00 |        |
| 福井県                 | 福井放送       | 日本テレビ系列                               | 日曜 18:30 - 19:00 |        |
| 中京広域圏             | 中京テレビ     | 日本テレビ系列                               | 日曜 18:30 - 19:00 |        |
| 近畿広域圏             | 読売テレビ     | 日本テレビ系列                               | 日曜 18:30 - 19:00 |        |
| 島根県・鳥取県         | 日本海テレビ   | 日本テレビ系列 テレビ朝日系列                | 日曜 18:30 - 19:00 |        |
| 広島県                 | 広島テレビ     | 日本テレビ系列                               | 日曜 18:30 - 19:00 |        |
| 山口県                 | 山口放送       | 日本テレビ系列 テレビ朝日系列                | 日曜 18:30 - 19:00 |        |
| 徳島県                 | 四国放送       | 日本テレビ系列                               | 火曜 18:00 - 18:30 |        |
| 香川県 →香川県・岡山県 | 西日本放送     | 日本テレビ系列                               | 日曜 18:30 - 19:00 | [ 9 ]  |
| 愛媛県                 | 南海放送       | 日本テレビ系列                               | 日曜 18:30 - 19:00 |        |
| 高知県                 | 高知放送       | 日本テレビ系列                               | 日曜 18:30 - 19:00 |        |
| 福岡県                 | 福岡放送       | 日本テレビ系列                               | 日曜 18:30 - 19:00 |        |
| 長崎県                 | テレビ長崎     | 日本テレビ系列 フジテレビ系列                | 木曜 18:30 - 19:00 |        |
| 熊本県                 | 熊本放送       | TBS系列                                      | 水曜 17:30 - 18:00 |        |
| 大分県                 | テレビ大分     | 日本テレビ系列 フジテレビ系列 テレビ朝日系列 | 月曜 17:30 - 18:30 |        |
| 宮崎県                 | 宮崎放送       | TBS系列                                      | 土曜 18:00 - 18:30 |        |
| 鹿児島県               | 鹿児島テレビ   | 日本テレビ系列 フジテレビ系列 テレビ朝日系列 | 日曜 18:30 - 19:00 |        |
| 沖縄県                 | 琉球放送       | TBS系列                                      | 金曜 17:30 - 18:00 |        |

### 補足
日本テレビの日曜18:30枠では、低年齢層向けの特撮ドラマ → 児童文学を原作とするアニメと3年半にわたって子供向け作品の放送が続いたが、後番組『独占!スポーツ情報』の放送開始を以ってスポーツ番組枠に切り替えられた。
それに伴い、南海放送（RNB）は本作の終了を以って日曜18時台後半のNTV系同時枠を一旦撤廃し、ネットを離脱。翌週から当該枠を1992年9月27日までTBS製作番組の番販時差ネットに切り替えていたが、1992年10月4日から13年半ぶりにNTV同時ネットへ再度戻し、実質上本作の後番組『独占SPORTS情報』（上記『独占!スポーツ情報』の1991年4月以降のタイトル）のネットを開始した。
鹿児島テレビ（KTS）は本作終了後も引き続き『独占!スポーツ情報』の同時ネットを行っていたが、同局の改編により1985年3月31日を以って同番組を打ち切り。同年4月から当該終了枠は『世界名作劇場』（フジテレビ）の時差ネットへ切り替えられ、KTSでは系列が異なるものの6年ぶりに日曜18時台後半のアニメ枠が復活した。

## 劇場版
テレビシリーズの終了から8年後の1987年5月9日に劇場版が公開された。配給は共同映画。上映時間は88分（資料によっては90分と表記）。テレビシリーズの総集編的な内容となっているが、キャラクターの担当声優が一部変更されている。
この作品は、後述の『夕凪と呼ばれた男』とともにDVD-BOXの映像特典となっている。DVD-BOXは、2001年7月27日・11月22日にケイエスエスから発売されたバージョン全2巻（販売 - ケイエスエス販売）と2006年にデジタルサイトから発売されたバージョン（販売 - ハピネット）の2種類があるが、そのどちらにも収録されている。

### スタッフ
- 脚本 - 山崎晴哉、篠崎好
- 構成・監督 - 竹内啓雄
- 協力監督 - 出崎統
- 作画監督 - 杉野昭夫
- 美術 - 小林七郎
- 撮影 - 高橋宏固
- 音楽 - 羽田健太郎
- 作詞 - 岩谷時子
- 録音 - 山田悦司
- 製作 - 東京ムービー新社

参考：“宝島”. メディア芸術データベース.  文化庁. 2017年11月20日閲覧。

## 夕凪と呼ばれた男
1992年12月21日にケイエスエスから発売されたLD-BOXおよび前述のDVD-BOX2種類には、映像特典として『宝島メモリアル「夕凪と呼ばれた男」』というオリジナル短編アニメが収録されている。シルバーのその後の行方を描いた作品であり、一等航海士となったジムを語り部にして進行する。
この作品は、テレビシリーズとほぼ同一のスタッフの下で制作された。テレビシリーズでは演出名義の出崎統は、本作では総監督となっている。また、作画監督の杉野昭夫は、本作ではキャラクターデザイン担当者としてもクレジットされている。

### あらすじ
テレビシリーズ最終話からさらに5年後（宝島の冒険からは10数年後）、ジムは一等航海士となっていた。テレビシリーズ最終話ではジムの傍らにいたベンボーも姿は見えない。
ジムはいまだにシルバーを追っていた。噂話で「夕凪」というあだ名で呼ばれる凄腕の海の男がいたことを耳にする。ある島で、ひととき「夕凪」と暮らしていたという女性に話を聞き、子供が「夕凪」から渡された物を見せてもらうと、それはまさに宝島の地図であった。

### キャスト
- ジム・ホーキンズ - 山寺宏一
- 島の女 - 高島雅羅
- 子供 - 松本梨香
- 男A - 郷里大輔
- 男B - 佐藤正治
- 男C - 小野健一
- 男D - 古田信幸

### スタッフ
- 総監督 - 出崎統
- 脚本 - 出崎統
- 絵コンテ - さきまくら
- アニメーション演出 - 大賀俊二
- キャラクターデザイン - 杉野昭夫
- 作画監督 - 杉野昭夫
- 美術監督 - 小林七郎
- 音楽 - 羽田健太郎